# Капетинги
Капетингите са френска кралска династия, чийто представители управляват Франция от 987 до 1328 г. Капетингите си поставят за цел да обединят Франция и да изградят силна държава. Традицията свързва тяхното название с прозвището на първия им представител на трона – Юг Капет, дадено му заради характерния свещенически плащ, който носел като абат.

## Предшественици
Юг (Хуго) Капет произхожда от могъщия род на Робертините, чийто основател Робер Силни (ок. 820 – 866), граф на Тур, Анжу и Блоа (853 – 858, 861 – 865, 866), граф на Отьон, Невер и Осер (865 – 866), граф на Париж (860 – 866), е един от най-могъщите сеньори във френското кралство. От брака си с Аделхайд, дъщеря на херцог Хуго фон Тур, граф Робер Силни има дъщеря Рихилда дьо Блоа, омъжена за граф Ришар дьо Троа, както и двама синове, носили последователно кралската корона. По-големия от тях Йод (Одо) (858 – 898), граф на Париж, е избран за крал след отстраняването на представителя на Каролингите Шарл III Дебели през 888 г. Крал Йод (Одо) (888 – 898) разгромява и прогонва нашествениците нормани, но след това е въвлечен във война с наследника на Каролингите Шарл III Прости. Накрая, през 897 г., Йод (Одо) се съгласява да сподели управлението със своя съперник и тъй като няма деца от съпругата си Теодората дьо Троа, му завещава престола след смъртта си.
Братът на Йод (Одо), Робер I (922 – 923), получава кралската власт след бунта на аристокрацията срещу Шарл III Прости, с когото води борба до смъртта си. Женен е (984) за Беатрис (ок. 880 – 931), дъщеря на граф Ербер I дьо Вермандоа и е баща на Юг (Хуго) Велики (†956), граф на Париж от 922 г. Има и три дъщери: Лиетгарда, сключила брак с Ербер II, граф на Вармандоа и Троа; Емма (†934), съпруга от 914 г. на бургундския граф Раул, наследил тъста си на престола; Рихилда, омъжена за граф Тибо дьо Тур. Парижкият граф Юг (Хуго) Велики, херцог на Ил дьо Франс, успява чрез борбите си с последните Каролинги и посредством увеличаване на фамилния си домен да се превърне в най-могъщия феодал на Франция. Има три брака: 914 – с Юдит (895 – 925), дъщеря на граф Роже дьо Мен; 926 – с Едил (907/910 – 937), дъщеря на англосаксонския крал Едуард I; 938 – с Хедвига (ок. 922 – 978/981), дъщеря на германския крал Хайнрих I Птицелов. От третия си брак Юг (Хуго) Велики има четири деца: Беатрикс (938 – 987), съпруга (954) на Фридрих I, херцог на Лотарингия; Юг (Хуго) Капет (940 – 996); Ото (Отон) (†965), херцог на Бургундия от 956; Йод-Анри (†1002), херцог на Бургундия от 965, който от двете си съпруги Герберга дьо Шалон и Герсенда дьо Гаскон няма потомци.

## Юг (Хуго) Капет (987 – 996)
При първите Капетинги Франция не е единна държава и централната власт в лицето на краля не притежава особена сила. Страната е съвкупност от около 20 графства и херцогства, от които най-силни са Анжу, Аквитания, Шампан, Тулуза, Прованс, Фландрия, Бургундия. По-особено е положението на Бретан, който постепенно е усвоен от Франция, както и на Нормандия, завладяна от викингите през 911 г. и само номинално под властта на френския крал. Всеки от тези местни владетели е самостоятелна политическа фигура, съществуват двадесетина малки династии, между които има малки съперничества, войни, съюзи и династични бракове. Реалната кралска власт се ограничава до околностите на Париж, Орлеан и Санс, които образуват кралския домен.
След смъртта на последния представител на Каролингите, Луи V, Юг (Хуго) Капет е избран на престола (987 – 996). По време на първите представители на новата династия кралската власт е почти номинална по отношение на могъщите васали. С реален авторитет те разполагат единствено във фамилния си домен, разположен по средното течение на реките Сена и Лоара, с центрове Париж и Орлеан (областта Ил дьо Франс). По името на тази област Западнофранкското кралство от 10-ти век започва да се нарича Франция. Първите Капетинги нямат постоянна резиденция, а сред останалите феодали статутът им е на „пръв сред равни“. Още от времето на Юг (Хуго) Капет, поради слабите си позиции в държавата, владетелите въвеждат практиката да избират синовете си за съуправители и приемници. По такъв начин три века по-късно френската корона окончателно се превръща в наследствена.
През 968 г. Юг (Хуго) Капет взема за съпруга Аделгейда (Аделаида, Аелис) (950/952 – 1004), дъщеря на аквитанския херцог Гийом III, която ражда три дъщери и един син:
- Едвига (Хедвига) (969 – 1013), 1-ви брак с Рение IV д’Ено; 2-ри брак с Хуго фон Дагсбург
- Гизела (970 – 987), ∞ за граф Юг дьо Понтийо (†1000)
- Робер II Благочестивия (972 – 1031), следващ крал на Франция
- Аделгейда (Аделаида, Аелис) (973 – 1063), ∞ 1006 за граф Рено дьо Невер (†1040).[2]

## Робер II Благочестивия (996 – 1031)
Робер II Благочестивия (996 – 1031) се жени през 988 г. за Розалия-Сузана (ок. 945 – 1003), дъщеря на италианския крал Беренгарий II, с която се развежда през 992 г., за да сключи брак през 997 г. с Берта (967 – 1010), дъщеря на бургундския крал Конрад I. Поради тази причина той е отлъчен от църквата и през 1000 г. се развежда и с втората си съпруга. Третата му съпруга (от 1002) е Констанс (†1032), дъщеря на граф Гийом I д’Арл, чиято зестра увеличава значително неговия домен, и, която му ражда пет деца:
- Юг (Хуго) II (1007 – 1025), съуправител на баща си (1017 – 1025);
- Анри I (1008/1009 – 1060), херцог на Бургундия (1015 – 1032), следващ крал на Франция (1031 – 1060);
- Адела (Аделаида, Аелис) (1009 – 1079). 1-ви брак (1027) с нормандския херцог Ришар III (ок. 997 – 1027); 2-ри брак (1028) с фландърския граф Балдуин V;
- Йод (1010 – след 1056), неженен;
- Робер I (1011 – 1076), основател на Бургундската династия.[2]

## Анри I (1031 – 1060)
Управлението на Анри I (1031 – 1060) е белязано от множество войни с неговите васали, сред които са брат му, бургундският херцог, и херцогът на Нормандия Гийом, бъдещия английски крал Уилям Завоевател. Негова първа съпруга от 1034 г. е Матилда (1024 – 1044), дъщеря на Людолф, маркграф на Фризия. След смъртта ѝ кралят сключва брак през 1051 г. с Анна (†след 1075), дъщеря на великия киевски княз Ярослав I. Тя ражда трима синове:
- Филип I (1052 – 1108), следващия крал на Франция;
- Робер (1055 – 1060);
- Юг (Хуго) (1057 – 1102), който става граф на Вермандоа чрез брак с наследницата на тези земи, Аделгейд (Аделаида, Аелис) (†след 1133) и основава едноименния клон на династията Капетинги.[2]

## Филип I (1060 – 1108)
Филип I (1060 – 1108) в началото предприема редица действия за разширяване на границите на кралския домен, но се натъква на противодействието от страна на Англия и Нормандия. През 1071 г. се жени за Берта (ок. 1055 – 1094), дъщеря на холандския граф Флоренс I, която отстранява през 1091 г. за да ожени повторно през 1092 г. за Бертрада (†след 1115), дъщеря на Симон-Амори дьо Монфор, напуснала съпруга си, граф Фулко IV д’Анжу. От първата си съпруга Филип I има пет деца, като само две от тях доживяват пълнолетие:
- Констанс (1078 – 1124/1126), омъжена първо през 1094 г. (развод 1104) за граф Юг дьо Троа, а след това, през 1106 г. за Боемунд I, принц на Антиохия;
- Луи VI Дебелия (1081 – 1137), следващия крал на Франция.[3]

От втората си съпруга Филип I има един син и три дъщери. Този брак не е признат от папата и четирите деца родени от Бертрада, са смятани за незаконни, а баща им е отлъчен от църквата, с която се помирява през 1104 г.
- Филип (1093 – 1123), граф дьо Манд, ∞ 1104 за Елизабет дьо Монтлери;
- Фльори (ок. 1095 – след 1118);
- Сесил (1097 – след 1145), 1-ви ∞ 1106 с Танкред (†1112), принц на Антиохия; 2-ри ∞ 1112 с Понс (1098 – 1137), граф на Триполи;
- Еустахия, ∞ за граф Жан д’Етамп.[3]

## Луи VI Дебели (1108 – 1137)
Първият крал, който увеличава властта си и обхвата на земите под пряко влияние, е Луи VI, наречен Дебели (1108 – 1137). Неговата цел е да сложи под властта си околностите на Париж в областта Ил дьо Франс. Той създава нова управленска система за владенията си и се споразумява за сътрудничество с папата. По това време в резултат на кръстоносните походи започва формирането на две френски народности – севернофренската и южнофренската (провансалската). Една от целите на обединението на Франция под реалната власт на краля е сливането на тези две народности в една нация.
През 1115 г. Луи VI се жени за Аделхайд (1092 – 1154), дъщеря на граф Умберто II ди Савоя, от която има седем живи деца (една дъщеря и шестима синове):
- Филип (1116 – 1131), съуправител на баща си, но умира преди него;
- Луи VII Младия (1120 – 1180), следващия крал на Франция;
- Анри (ок. 1121 – 1175), архиепископ на Реймс от 1162 г.
- Робер I (ок. 1123 – 1188), основател на династичния клон дьо Дрьо;
- Констанс (ок. 1124 – 1176), 1-ви ∞ 1140 с граф Йосташ VI дьо Блоа (1127 – 1153); 2-ри ∞ 1154 (развод 1165) с тулузкия граф Раймон V (VII) (1134 – 1194);
- Филип (ок. 1125 – 1161), архидякон в Париж;
- Пиер I (ок. 1126 – 1180/1183), основател на династичния клон дьо Куртене.[3]

## Луи VII (1137 – 1180)
През 1137 г. Луи VII (1137 – 1180) се жени за Алиенор (1122 – 1204), наследница на херцогство Аквитания. През 1152 г. бракът между тях е анулиран поради това, че Алиенор не може да роди мъжки наследник на краля. След развода Алиенор се омъжва за херцога на Нормандия Анри Анжуйски. Вследствие на този брак Аквитания преминава под управлението на херцога и, когато в 1154 г. той става английски крал под името Хенри II (и основател на династията Плантагенет), вече владее повече от половината от територията на Франция. В резултат на всичко това между 1152 и 1154 г. англичаните придобиват контрол над 50% от територията на Франция, докато под властта на френския крал са само 35% (и 15% за графа на Тулуза). Затова по-нататъшното обединение на Франция минава през войни с Англия. Луи VII е първият френски крал, участвал в кръстоносното движение. По време на Втория кръстоносен поход (1147 – 1149), той застава начело на своите васали в борбата за отвоюване на Светите земи.
След развода си с Алиенор, на следващата година (1153) кралят се жени за Констанса (1141 – 1160), дъщеря на кастилския крал Алфонсо VII, а само четири дни след нейната ранна смърт сключва брак с Адел (1140 – 1206), дъщеря на граф Тибо IV дьо Блоа-Шампан.
От първия си брак Луи VII има две дъщери:
- Мария (1145 – 1198), ∞ 1164 за граф Анри I дьо Блоа-Шампан (1126 – 1181);
- Алис (1151 – след 1195), ∞ 1164 за граф Тибо V Блоа-Шампан.[3]

От втората си съпруга Констанса има една дъщеря: Маргарита (1158 – 1197), омъжена през 1172 г. за принц Хенри (1155 – 1183), син на английския крал Хенри II, а след смъртта му, през 1186 г. – за унгарския крал Бела II.
От третия си брак с Адел, Луи VII има един син и две дъщери:
- Филип II Август (1165 – 1223), следващия крал на Франция;
- Алис (ок. 1170), ∞ 1195 за граф Гийом III дьо Понтийо;
- Агнес (Ана) (1171 – след 1240). През 1180 г. тя се омъжва за византийския император Алексий II Комнин, а след неговото убийство се омъжва повторно (1183) за узурпатора Андроник I Комнин. През 1204 г. се омъжва за трети път за ромейския аристократ Теодор Врана.[3]

## Филип II Август (1180 – 1223)
Филип II Август е един от забележителните френски монарси, допринесъл за централизирането на кралската власт и за териториалното разширение на владетелския домен. При него графствата Валоа и Вермандоа, останали без преки наследници, по силата на васалната зависимост са превърнати в кралски земи. По различен начин се решава проблемът с английските владения на континента. След поредица англи-френски войни Филип II Август успява да присъедини към короната спорните Нормандия и Анжу. Подобно на своя баща и той участва в Третия кръстоносен поход към Палестина (1189 – 1192). След смъртта на този владетел пряко подчинените на короната земи са увеличени четири пъти, а властта на монарха е вече не условно, а реално понятие.
Филип II Август се жени три пъти:
- 1180 г. за Изабела (1170 – 1190), дъщеря на граф Балдуин V д’Ено, която му донася в зестра графство Артоа и ражда престолонаследника Луи VIII Лъв (1187 – 1226);
- 1193 г. за Ингеборг (1175 – 1236), дъщеря на датския крал Валдемар I, която три месеца след сватбата е хвърлена от краля в затвора;
- 1196 г. за Агнес (†1201), дъщеря на херцог Бертхолд III фон Меран, която ражда една дъщеря и един син:
  - Мария (1198 – 1224). 1-ви брак (1212) с маркграф Филип I дьо Намюр (1174 – 1212); 2-ри брак (1213) с Анри I (†1235), херцог на Брабант;
  - Филип (1200 – 1234), раф на Клермон, ∞ 1216 за Матилда (†1261), графиня на Булон и Дамартен.[3]

## Луи VIII (1223 – 1226)
Луи VIII управлява само три години (1223 – 1226), но следва активно политиката на своя баща. Обявява се дори за английски крал, с което продължава линията на своите предшественици за отслабване мощта на Плантагенетте. Присъединява към кралските земи Поату, Сентонж, Авиньон и Лангедок. Той се възползва от настроенията на много френски аристократи против южнофренската ерес Албигойство и под прикритието на войната против албигойците (1209 – 1229) разширява властта си. През 1200 г. се жени за Бланш (Бланка) (1188 – 1252), дъщеря на кастилския крал Алфонсо VIII, която ражда тринадесет деца, но само седем доживяват пълнолетие.
- Филип (1209 – 1218);
- Луи IX Свети (1214 – 1270), следващия крал на Франция;
- Робер (1216 – 1250), основател на клона Артоа;
- Жан (1219 – 1232), граф на Анжу и Мен;
- Алфонс (1220 – 1271), граф на Поатие от 1241, граф на Тулуза от 1249, ∞ 1241 за Жана (1220 – 1271), дъщеря на тулузкия граф Раймон VII;
- Изабела (1224 – 1269), монахиня, канонизирана;
- Шарл (1226 – 1285), основател на клона Анжу.[5]

## Свети Луи IX (1226 – 1270)
Ранната смърт на Луи VIII не се отразява на могъществото на френската корона, като неговият наследник Луи IX Свети (1226 – 1270) и кралицата майка Бланш (Бланка) успешно бранят постигнатото. След края на Албигойските войни (1229) към кралския домен е присъединено богатото Тулузко графство. За разлика от своите предшественици, главната задача на Луи IX не е придобиването на нови територии, а стабилизирането на вече завладените. В тях е установена централизирана администрация, основана на точни правни норми. Като благочестив християнин Луи IX се заема да отвоюва Светите земи от мюсюлманите и организира Седмия (1248 – 1254) и Осмия (1270) кръстоносни походи. По време на втория от тях умира от чума в Северна Африка. През 1297 г. е канонизиран за светец от папа Бонифаций VIII.
През 1234 г. Луи IX се жени за Маргарита (1221 – 1295), дъщеря на провансалския граф Реймон-Беранже V, която ражда единадесет деца, от които пълнолетие достигат девет – четири дъщери и петима синове:
- Изабела (1242 – 1271), ∞ 1255 за наварския крал Тибо II, граф на Блоа-Шампан (Тибо IX);
- Луи (1243 – 1259), престолонаследник, умира преди баща си;
- Филип III Смелия (1245 – 1285), следващ крал на Франция;
- Жан-Тристан (1250 – 1270), ∞ 1265 за Йоланда (1247 – 1280), дъщеря на бургундския прин Одо;
- Пиер (1251 – 1283), граф д’Алансон, ∞ 1272 за Жана дьо Шатийон (1254 – 1291), графиня на Блоа и Шартр;
- Бланш (1253 – 1320), ∞ 1269 за инфанта на Кастилия Фернандо де ла Серда (1256 – 1275);
- Робер (1256 – 1317), граф дьо Клермон, родоначалник на династията Бурбони;
- Маргарита (1254 – 1271), ∞ 1270 за брабантския херцог Йохан I;
- Агнес (1260 – 1327), ∞ 1279 за бургундския херцог Робер II.[5]

## Филип III Смелия (1270 – 1285)
Крал Филип III Смелия (1270 – 1285) посвещава управлението си на борбата срещу арагонския крал Педро III, прогонил французите от Сицилия. Загива при обсадата на пиренейската крепост Перпинян. Той има два брака: 1262 г. с Изабела (1247 – 1271), дъщеря на арагонския крал Хайме I, от която има трима сина и през 1274 г. с Мария (†1321), дъщеря на брабантския херцог Хендрик III, от която има две дъщери и един син.
- Луи (1264 – 1276), който не доживява пълнолетие;
- Филип IV Хубави (1268 – 1314), следващ крал на Франция;
- Шарл (1270 – 1325), поставил началото на династията Валоа;
- Маргарита (1275 – 1318), ∞ 1299 за английския крал Едуард I Дългокракия;
- Бланш (†1305), ∞ 1300 за австрийския ерцхерцог и крал на Чехия Рудолф I Хабсбург;
- Луи (1276 – 1319), поставил началото на династията Еврьо.[5]

## Филип IV Хубави (1285 – 1314)
Най-голяма сила средновековната кралска власт във Франция постига при управлението на Филип IV Хубави (1285 – 1314). Той създава модерни финанси и хазна, отменя някои феодални повинности и се опитва да организира платена армия. Още при Луи IX се появяват нови важни институции като Кралският съвет и съдилищата (парламенти), начело с върховния съд (Парижкия парламент). В кралските земи платени чиновници, а не аристократи движат държавните дела. Филип създава още един орган на власт – Генералните щати (1302). Това е събрание на съсловията във Франция (духовенство, аристократи и граждани), което може да взема важни решения, но най-вече отпуска пари за политиката на краля.
От 1294 до 1302 г. Филип IV води нова война с Англия. С типични за средновековието юридически аргументи той обявява, че отнема Аквитания от Англия и я завладява. След това подчинява херцога на Бретан. Той окупира Фландрия, съюзник на англичаните, но тъкмо от фландърския град Брюге започва голямо въстание през 1302. Французите са разбити при Куртре, което довежда до бърз мир и до загуба на Фландрия от френските крале. Голям успех на Филип IV е унищожаването на ордена на Тамплиерите – държава в държавата (1307), както и преместването на седалището на папата от Рим в Авиньон (1309), където папите остават 69 години и са под контрола на френския крал.
През 1284 г. Филип IV Хубави се жени за наварската кралица Жана I (1273 – 1305), която ражда седем деца, пет от които (четирима синове и една дъщеря) доживяват пълнолетие:
- Луи Х Вироглавия (1289 – 1316), следващ крал на Франция;
- Филип V Дългия (1291 – 1322), бъдещ крал на Франция;
- Изабела (1292 – 1357), ∞ 1308 за английския крал Едуард II;
- Шарл IV Красивия (1295 – 1328), бъдещ крал на Франция;
- Робер (1297 – 1308).[5]

## Луи X (1314 – 1316) и Жан I (1316)
Луи Х Вироглавия не притежава възможностите и таланта на своите бележити предшественици. Залезът на династията се свързва с възникването на въпроса за престолонаследието. Създава се непознат дотогава прецедент. Луи Х е женен (1305) за Маргьорит (†1315), дъщеря на бургундския херцог Робер II. Още като престолонаследник (1314) той я отстранява заради прелюбодеяние и тя завършва дните си в затвора. От нея има само една дъщеря Жана II (1311 – 1349), провъзгласена за кралица на Навара (1328 – 1349) и омъжена по-късно за братовчед си граф Филип д’Еврьо. След смъртта на Луи Х неговата втора съпруга (от 1315) Клеманс (1292 – 1328), дъщеря на титулярния крал на Унгария Карл Мартел д’Анжу, ражда бебето Жан I, което живее само четири дни. След смъртта му короната преминава у неговия чичо Филип V.

## Филип V (1316 – 1322)
След смъртта бебето Жан I короната преминава у неговия чичо Филип V (1316 – 1322), дотогава граф на Поатие, който обнародва закон за наследяването на престола (1317), основан на франкското салическо право. Според него френската корона може да преминава само у наследници по мъжка линия. До края на съществуването на френската монархия тази традиция остава непроменена. Законът обаче се обръща срещу самия крал Филип V, чиито трима синове родени от съпругата му Жана (1291 – 1330), дъщеря на бургундския граф Ото IV и на графиня Мао д’Артоа, умират съвсем малки. Оживяват единствено дъщерите му:
- Жана (†1347), ∞ 1318 за бургундския херцог Йод (Одо) IV;
- маргарита (1310 – 1382), ∞ 1323 за фландърския граф Луи I;
- Изабела (†1348), ∞ 1323 за Гиг VIII (1309 – 1333), дофин на Виеноа;
- Бланш (†1358), монахиня.[1][5]

## Шарл IV (1322 – 1328)
Последен представител на династията Капетинги е тритият син на Филип IV Хубави, Шарл IV Красивия (1322 – 1328). Първата му съпруга (1307) Бланш (1295 – 1326), дъщеря на бургундския граф Ото IV, е хвърлена в затвора заради прелюбодейство. След възкачванета си на френския престол той се жени (1322) за Мария (1304 – 1324), дъщеря на германския император Хайнрих VII фон Люксембург. Овдовял с нея, кралят сключва трети брак (1325) с братовчедка си Жана (1310 – 1370), дъщеря на граф Луи д’Еврьо. Шарл IV умира млад (на 32 години) и след неговата смърт се ражда дъщеря му Бланш (1328 – 1393), която през 1344 г. се омъжва за херцог Филип д’Орлеан, син на френския крал Филип VI дьо Валоа. Падането на династията на Капетингите през 1328 г. довежда до избухването на Стогодишната война (1337 – 1453).

## Списък на френските крале от династията Капетинги (987 – 1328)
- 987 – 996 Юг (Хуго) Капет (938 – 24.10.996)
- 996 – 1031 Робер II Благочестивия (27.3.972 – 20.7.1031); херцог на Бургундия (1004 – 1016)
- 1031 – 1060 Анри I (1008/09 – 4.8.1060); херцог на Бургундия (1015 – 1032)
- 1060 – 1108 Филип I (23.5.1052 – 29.7.1108)
- 1108 1137 Луи VI Дебелия (1081 – 1.8.1137)
- 1137 – 1180 Луи VII Младия (1120 – 18.9.1180)
- 1180 – 1223 Филип II Август (21.8.1165 – 14.7.1223)
- 1223 – 1226 Луи VIII Лъв (5.9.1187 – 8.11.1226)
- 1226 – 1270 Луи IX Свети (25.4.1214 – 25.8.1270)
- 1270 – 1285 Филип III Смелия (3.4.1245 – 5.10.1285)
- 1285 – 1314 Филип IV Хубави (1268 – 29.11.1314)
- 1314 – 1316 Луи Х Вироглавия (4.10.1289 – 5.6.1316); крал на Навара (Луи I 1305 – 16)
- 1316 Жан I Посмъртни (15 – 19.11.1316); крал на Навара (1316)
- 1316 – 1322 Филип V Дългия (1291 – 3.1.1322); крал на Навара (Филип II 1316 – 1322)
- 1322 – 1328 Шарл IV Красивия (11.12.1295 – 1.2.1328); крал на Навара (Шарл I 1322 – 1328)